# Canto di Osanna/Deliriana
Canto di Osanna/Deliriana è il primo 45 giri dei Delirium, pubblicato il 9 giugno del 1971.
Canto di Osanna, scritta da Ivano Fossati per il testo e da Nico Di Palo dei New Trolls per la musica, si aggiudica quell'anno il titolo "Rivelazione" alla prima edizione del Festival di Musica d'Avanguardia e di Nuove Tendenze di Viareggio, ed è vincitore del concorso "La Strada del Successo" di radio Montecarlo.
Il lato B contiene Deliriana, un brano strumentale scritto da Di Palo.

## Tracce

### Lato A
1. Canto di Osanna - 4:49

### Lato B
1. Deliriana - 3:35

## Formazione
- Ivano Fossati - voce, flauto
- Mimmo Di Martino - chitarra acustica
- Ettore Vigo - tastiere
- Marcello Reale - basso
- Peppino Di Santo - batteria